# Emilia-Romagna
Emilia-Romagna ([eˈmiːlja roˈmaɲɲa]IPA, v místním nářečí Emélia-Rumâgna) je region (kraj, it. regione) v severní Itálii. Na východě je ohraničen Jaderským mořem, na severu řekou Pád a na jihozápadě Apeninami. Má rozlohu 22 123,09 km², na  níž v 8 provinciích a 1 metropolitním městě žije téměř čtyři a půl milionu obyvatel. Hlavním městem regionu je Bologna.

## Historie

Itálie r. 1000

Jméno regionu je starověkého původu. Kraj Emilia dostal jméno od římské silnice via Aemilia, dokončené roku 187 př. n. l., spojující Piacenzu s Rimini; jeho území bylo do značné míry totožné s územím dnešního regionu. Druhá část jména pochází z pozdního starověku, kdy byla Východořímská říše označována jako Romania a Langobardi si tak pojmenovali okolí Ravenny, tehdy západní výspu impéria (540–751).
Prvními doloženými obyvateli oblasti byli v 6. až 4. století př. n. l. Etruskové a etrusko-řecké kmeny. Na začátku 2. století př. n. l. oblast obsadili Římané a později se stala součástí Římského císařství. Na počátku 5. století n. l. se Ravenna stala hlavním městem Západořímské říše. Zůstala hlavním centrem i po obsazení území Ostrogóty na přelomu 5. a 6. století. Od 11. století v oblasti vznikaly malé městské státy, ovládané jednotlivými šlechtickými rody. Od 14. století rostl vliv Papežského státu, prosadil se zejména v Bologni, Ferraře a celé Romagni, zatímco v Parmě, Piacenze a Modeně se udržely městské komuny pod vlivem vládnoucích rodů. Tato situace trvala, s výjimkou krátkého obsazení Napoleonem, až do 19. století. V roce 1860 se kraj stal součástí Sardinského království, z něhož později vznikla Itálie.

## Geografie
Nejznámější a nejhustěji osídlené jsou rovinaté části kraje na severu, východě a jihovýchodě. Roviny a nížiny tvoří téměř polovinu (48%) rozlohy kraje. Ve vnitrozemí a na pobřeží (na severu, východě a jihovýchodě) byly původní lesy vykáceny a oblast slouží zemědělství. Pěstuje se zde především pšenice, ovoce, zelenina a vinná réva. Na pobřeží se nachází jedna z hlavních oblastí turistického ruchu v zemi, soustředěného do přímořských letovisk. V kontrastu s tím celou západní část regionu tvoří horské pásmo Apenin (na severozápadě Ligurských Apenin, na západě a jihozápadě Toskánsko-Emilianských Apenin s nejvyšší horou regionu Monte Cimone), které směrem na východ přechází v pahorkatinu a posléze v roviny a nížiny. Na horské oblasti připadá 25 % rozlohy kraje, na vrchoviny 27%. Tato území jsou poměrně řídce osídlena; jsou zde lesy, místy zachovalá starší krajina s menšími obcemi.

## Hospodářství
Emilia-Romagna je jednou z nejbohatších a nejrozvinutějších oblastí Evropy. Je také kulturním a turistickým centrem, nachází se zde nejstarší univerzita západního světa a řada renesančních měst, jako jsou Modena, Parma či Ferrara. Emilia-Romagna je také domovem známých automobilových a motocyklových značek, k nimž patří Lamborghini, Ferrari, Maserati a Ducati. Pobřeží lemují rekreační střediska, např. Rimini nebo Cattolica.

## Politika
V čele regionu stojí guvernér (Presidente), jenž je volen v přímé volbě na pětileté funkční období. Guvernér je zároveň hlavou regionální vlády (Giunta), jež se v současnosti skládá ze dvanácti ministrů (Assessori). Nyní je guvernérem Stefano Bonaccini za Demokratickou stranu.
Legislativním sborem je Zákonodárné shromáždění (Assemblea Legislativa), které má 50 členů a je voleno poměrným systémem. Volby probíhají společně s volbou guvernéra jednou za pět let.
Emilia-Romagna je dlouhodobě baštou italské levice.

### Výsledky posledních voleb do Zákonodárného shromáždění (leden 2020)
|                      |                      |                            |                     |           |       |         |
| Koalice              | Koalice              | Strana                     | Strana              | Hlasy     | Hlasy | Mandáty |
| Koalice              | Koalice              | Strana                     | Strana              | Abs.      | %     | Mandáty |
|                      | CSX                  |                            | Demokratická strana | 749 976   | 34.7  | 23      |
|                      | CSX                  | Italia Viva-Akce-nezávislí | 124 591             | 5.8       | 3     |         |
|                      | CSX                  | Statečná Emilia Romagna    | 81 419              | 3.8       | 2     |         |
|                      | CSX                  | Zelená Evropa              | 42 156              | 2.0       | 1     |         |
|                      | CSX                  | Ostatní strany             | 42 340              | 2.0       | 0     |         |
| Středolevice celkem  | Středolevice celkem  | 1 040 482                  | 48.1                | 29        |       |         |
|                      | CDX                  |                            | Liga severu         | 690 864   | 32.0  | 15      |
|                      | CDX                  | Bratři Itálie              | 185 796             | 8.6       | 3     |         |
|                      | CDX                  | Forza Italia               | 55 317              | 2.6       | 1     |         |
|                      | CDX                  | Ostatní strany             | 49 810              | 2.3       | 0     |         |
| Středopravice celkem | Středopravice celkem | 981 787                    | 45.4                | 19        |       |         |
|                      | Hnutí pěti hvězd     | Hnutí pěti hvězd           | Hnutí pěti hvězd    | 102 595   | 4.7   | 2       |
|                      | Ostatní strany       | Ostatní strany             | Ostatní strany      | 37 352    | 1.7   | 0       |
| Celkem               | Celkem               | Celkem                     | Celkem              | 2 162 216 | 100   | 50      |

## Administrativní dělení

Provincie kraje Emilia-Romagna

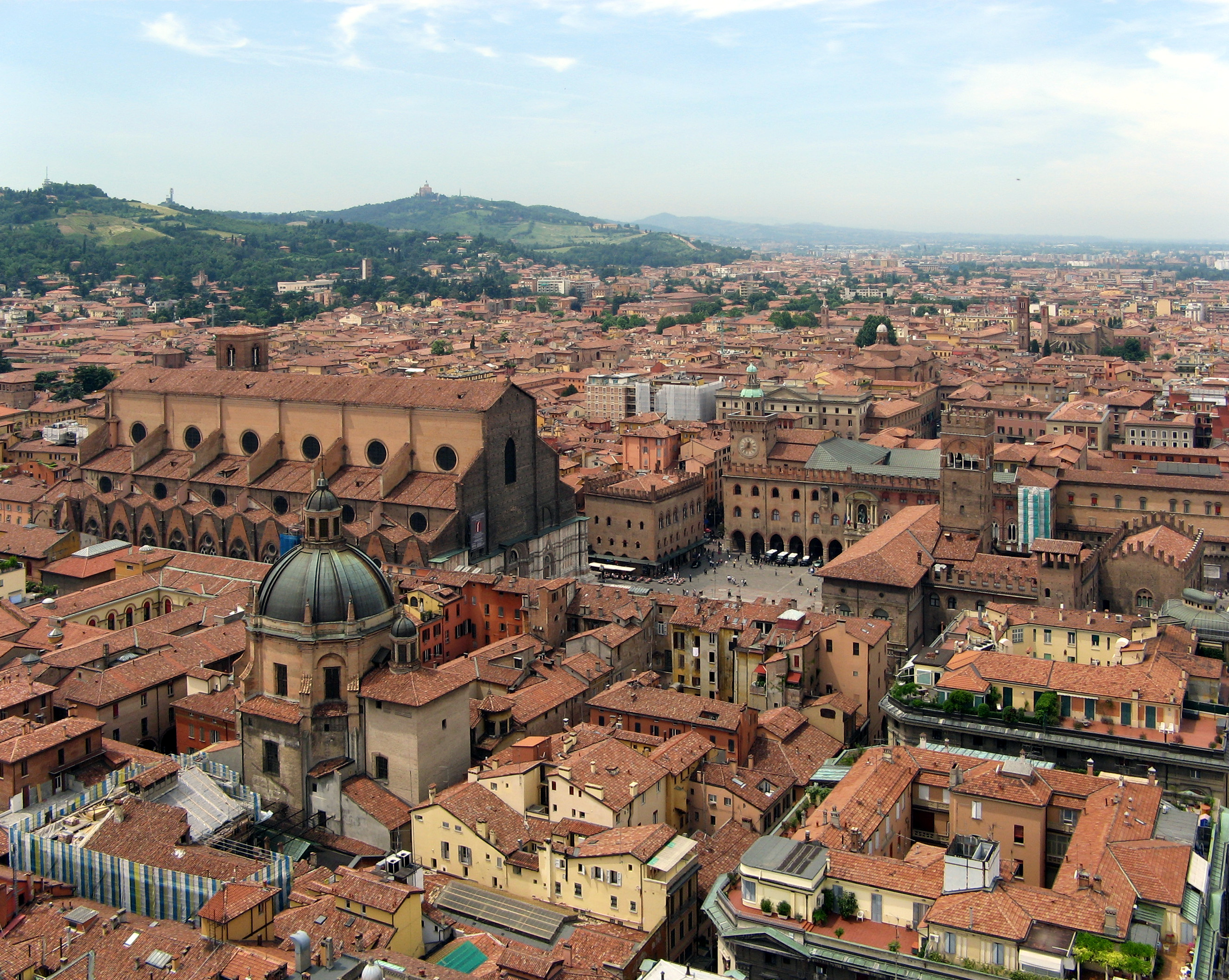
Bologna

Oblast Emilie-Romagna se dělí na 9 provincií, které nesou jména podle svých hlavních měst:
| Provincie                  | Rozloha (km²) | Obyvatelstvo (leden 2015) | Hustota (ob./km²) |
| -------------------------- | ------------- | ------------------------- | ----------------- |
| Metropolitní město Bologna | 3 702,41      | 1 004 323                 | 267,57            |
| Provincie Ferrara          | 2 631,82      | 354 073                   | 136,67            |
| Provincie Forlì-Cesena     | 2 376,80      | 395 897                   | 166,11            |
| Provincie Modena           | 2 682,86      | 702 364                   | 260,8             |
| Provincie Parma            | 3 449,32      | 445 394                   | 127,91            |
| Provincie Piacenza         | 2 589,47      | 288 013                   | 111,88            |
| Provincie Ravenna          | 1 858,49      | 391 997                   | 211,08            |
| Provincie Reggio Emilia    | 2 292,89      | 533 248                   | 230,85            |
| Provincie Rimini           | 861,48        | 335 199                   | 381,29            |
| Celkem                     | 22 445,54     | 4 450 508                 | 197,18            |

## Hlavní střediska regionu

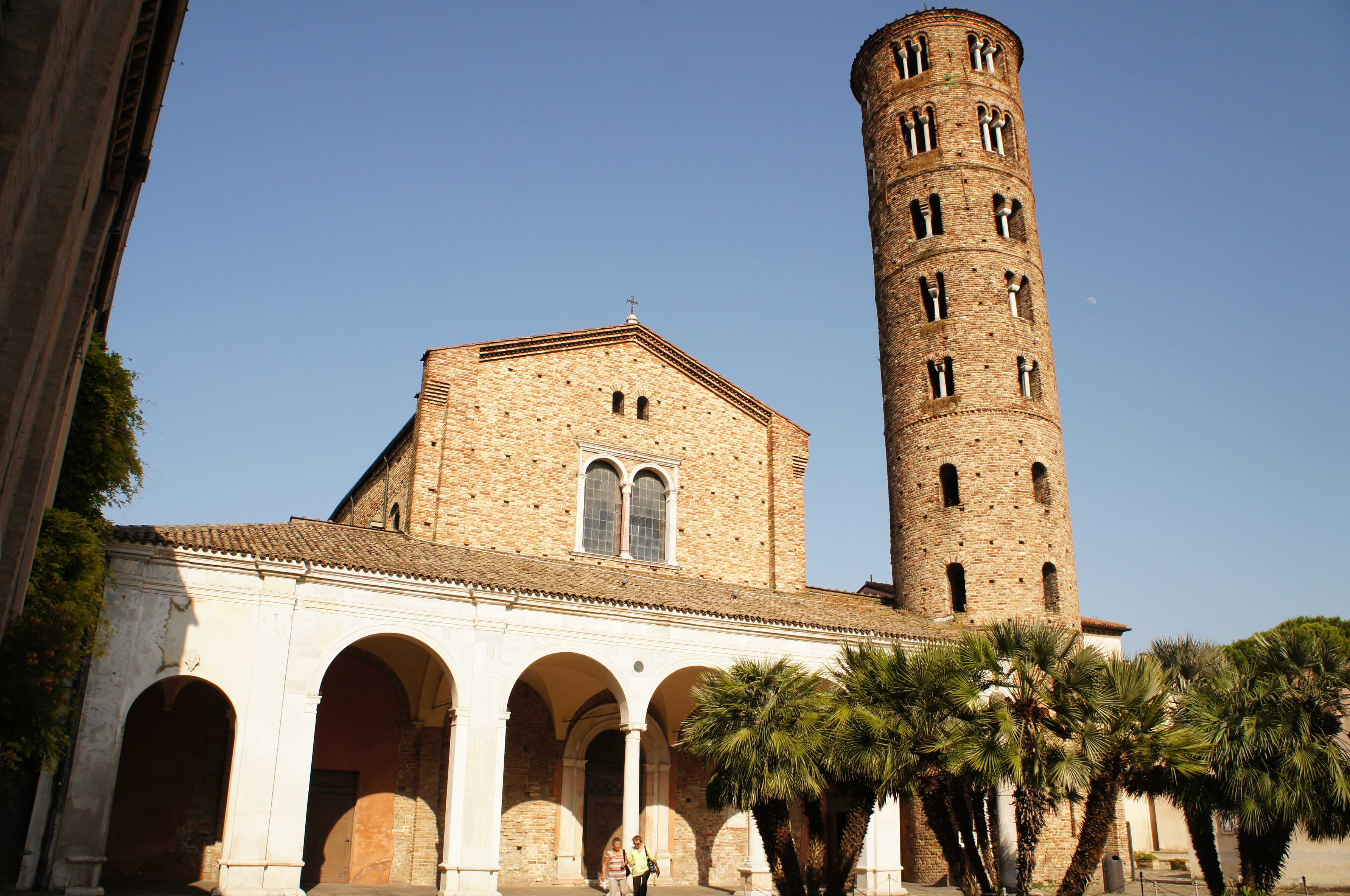
Sant'Apollinare Nuovo v Ravenně

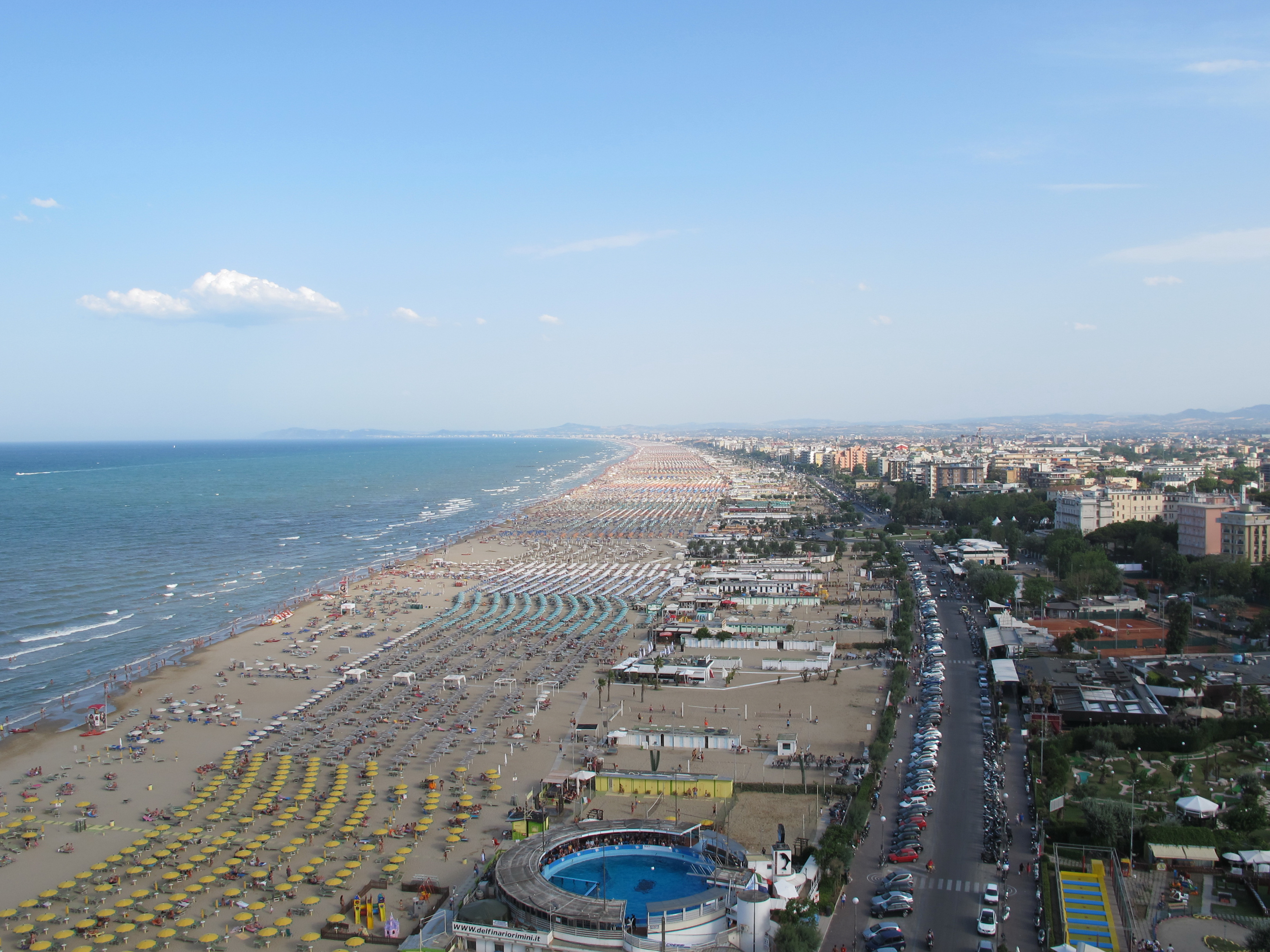
pláže v Rimini

- Bologna
- Ravenna
- Modena
- Ferrara
- Parma
- Reggio Emilia
- Piacenza
- Forlì
- Cesena
- Faenza

Přímořská letoviska
- Rimini
- Lido di Spina
- Cesenatico
- Riccione
- Cattolica
- Milano Marittima
- Bellaria